# Fábián Dóra
Fábián Dóra (Gyula, 1991. szeptember 10. –) labdarúgó, középpályás.

## Pályafutása
Az Íris Olimpia NFK csapatában kezdte a labdarúgást. 2006 és 2010 között a Ferencváros játékosa volt. Tagja volt a 2008–09-es idényben bronzérmet szerzett és a 2010-ben magyar kupa-döntős csapatnak.

## Sikerei, díjai
- Magyar bajnokság
  - 3.: 2008–09
- Magyar kupa
  - döntős: 2010